# Scottish FA Cup 1922/23
Der Scottish FA Cup wurde 1922/23 zum 45. Mal ausgespielt. Der wichtigste Fußball-Pokalwettbewerb im schottischen Vereinsfußball wurde vom Schottischen Fußballverband geleitet und ausgetragen. Er begann am 10. Januar 1923 und endete mit dem Wiederholungsfinale am 31. März 1923 im Hampden Park von Glasgow. Als Titelverteidiger startete Greenock Morton in den Wettbewerb, das im Finale des Vorjahres gegen die Glasgow Rangers gewonnen hatte. Im diesjährigen Endspiel um den Schottischen Pokal standen sich Celtic Glasgow und Hibernian Edinburgh gegenüber. Für Celtic war es das insgesamt 15. Endspiel seit 1889. Die Hibs erreichten nach 1887, 1896, 1902 und 1914 zum fünften Mal das Finale. Beide Vereine wurden von den Brüdern Willie Maley und Alex Maley trainiert. Die Bhoys gewannen das Finale durch ein Tor von Joe Cassidy mit 1:0. Es war der insgesamt zehnte Pokalsieg seit 1892. Die Schottische Meisterschaft gewannen die Rangers. Celtic wurde Tabellendritter und die Hibs achter.

## 1. Runde
Ausgetragen wurden die Begegnungen am 10. und 13. Januar 1923. Die Wiederholungsspiele fanden am 16., 17. und 23. Januar 1923 statt.
|                       | Ergebnis |                           |
| --------------------- | -------- | ------------------------- |
| FC Aberdeen           | 1:0      | Forfar Athletic           |
| Airdrieonians FC      | 2:1      | FC Mid Annandale          |
| Alloa Athletic        | 0:1      | FC Queen’s Park           |
| Arbroath Athletic     | 0:3      | Ayr United                |
| FC Clyde              | 0:4      | Glasgow Rangers           |
| FC Clydebank          | 0:0      | FC Royal Albert           |
| FC Cowdenbeath        | 10:1     | University of St. Andrews |
| FC Dumbarton          | 0:1      | Dunfermline Athletic      |
| FC Dundee             | 6:0      | FC Vale of Atholl         |
| Dundee Hibernian      | 3:1      | FC Beith                  |
| FC East Fife          | 7:1      | Berwick Rangers           |
| Elgin City            | 0:3      | FC St. Mirren             |
| FC East Stirlingshire | 1:1      | FC Bathgate               |
| FC Falkirk            | 10:0     | FC Breadalbane            |
| FC Bo’ness            | 6:0      | FC Clachnacuddin          |
| FC Galston            | 1:0      | FC Stenhousemuir          |
| Hamilton Academical   | 1:0      | Albion Rovers             |
| Heart of Midlothian   | 6:0      | FC Thornhill              |
| Hibernian Edinburgh   | 4:0      | FC Clackmannan            |
| Hurlford United       | 2:1      | FC Fraserburgh            |
| FC Johnstone          | 2:0      | FC Armadale               |
| FC Kilmarnock         | 5:0      | Broxburn United           |
| Lochgelly United      | 2:3      | Celtic Glasgow            |
| FC Moorpark           | 0:4      | Peebles Rovers            |
| Nithsdale Wanderers   | 4:0      | FC Arbroath               |
| Partick Thistle       | 1:1      | Third Lanark              |
| FC Peterhead          | 3:0      | FC Vale of Leithen        |
| Queen of the South    | 0:1      | FC King’s Park            |
| Raith Rovers          | 1:0      | Greenock Morton           |
| FC St. Bernard’s      | 8:1      | FC Dalbeattie Star        |
| FC St. Johnstone      | 1:2      | FC Motherwell             |
| FC Vale of Leven      | 6:1      | Inverness Thistle         |

### Wiederholungsspiele
|                 | Ergebnis |                       |
| --------------- | -------- | --------------------- |
| FC Bathgate     | 3:2      | FC East Stirlingshire |
| FC Royal Albert | 0:0      | FC Clydebank          |
| Third Lanark    | 3:2      | Partick Thistle       |

### 2. Wiederholungsspiel
|              | Ergebnis |                 |
| ------------ | -------- | --------------- |
| FC Clydebank | *2:0 *   | FC Royal Albert |

## 2. Runde
Ausgetragen wurden die Begegnungen am 24. und 27. Januar 1923. Die Wiederholungsspiele fanden am 30. und 31. Januar 1923 statt.
|                      | Ergebnis |                     |
| -------------------- | -------- | ------------------- |
| Airdrieonians FC     | 1:1      | FC Aberdeen         |
| Ayr United           | 2:0      | Glasgow Rangers     |
| Celtic Glasgow       | 4:0      | Hurlford United     |
| FC Dundee            | 0:0      | FC St. Bernard’s    |
| Dundee Hibernian     | 0:1      | Nithsdale Wanderers |
| Dunfermline Athletic | 1:0      | FC Clydebank        |
| FC Bo’ness           | 3:2      | Heart of Midlothian |
| Hamilton Academical  | 1:0      | FC King’s Park      |
| Hibernian Edinburgh  | 0:0      | Peebles Rovers      |
| FC Johnstone         | 0:1      | FC Falkirk          |
| FC Kilmarnock        | 1:1      | FC East Fife        |
| FC Motherwell        | 2:1      | FC St. Mirren       |
| FC Peterhead         | 1:0      | FC Galston          |
| FC Queen’s Park      | 1:1      | FC Bathgate         |
| Raith Rovers         | 2:0      | FC Cowdenbeath      |
| FC Vale of Leven     | 2:2      | Third Lanark        |

### Wiederholungsspiele
|                     | Ergebnis |                  |
| ------------------- | -------- | ---------------- |
| FC Aberdeen         | 2:0      | Airdrieonians FC |
| FC Bathgate         | 0:2      | FC Queen’s Park  |
| FC East Fife        | 1:0      | FC Kilmarnock    |
| Hibernian Edinburgh | 3:0      | Peebles Rovers   |
| FC St. Bernard’s    | 2:3      | FC Dundee        |
| Third Lanark        | 2:1      | FC Vale of Leven |

## Achtelfinale
Ausgetragen wurden die Begegnungen am 10. Februar 1923. Das Wiederholungsspiel fand am 14. Februar 1923 statt.
|                      | Ergebnis |                     |
| -------------------- | -------- | ------------------- |
| FC Aberdeen          | 13:0     | FC Peterhead        |
| Celtic Glasgow       | 2:1      | FC East Fife        |
| FC Dundee            | 0:0      | Hamilton Academical |
| Dunfermline Athletic | 0:3      | Raith Rovers        |
| FC Bo’ness           | 2:0      | Nithsdale Wanderers |
| Hibernian Edinburgh  | 2:0      | FC Queen’s Park     |
| FC Motherwell        | 3:0      | FC Falkirk          |
| Third Lanark         | 2:0      | Ayr United          |

### Wiederholungsspiel
|                     | Ergebnis |           |
| ------------------- | -------- | --------- |
| Hamilton Academical | 0:1      | FC Dundee |

## Viertelfinale
Ausgetragen wurden die Begegnungen am 24. Februar 1923. Die Wiederholungsspiele fanden am 28. Februar und 6. März 1923 statt.
|                     | Ergebnis |                 |
| ------------------- | -------- | --------------- |
| Celtic Glasgow      | 1:0      | FC Aberdeen     |
| Hibernian Edinburgh | 2:0      | Greenock Morton |
| FC Motherwell       | 4:2      | FC Bo’ness      |
| Third Lanark        | 1:1      | FC Dundee       |

### Wiederholungsspiel
|           | Ergebnis  |              |
| --------- | --------- | ------------ |
| FC Dundee | 0:0 n. V. | Third Lanark |

### 2. Wiederholungsspiel
|              | Ergebnis     |           |
| ------------ | ------------ | --------- |
| Third Lanark | *1:0 n. V. * | FC Dundee |

## Halbfinale
Ausgetragen wurden die Begegnungen am 10. März 1923.
|                     | Ergebnis |               |
| ------------------- | -------- | ------------- |
| Celtic Glasgow      | *2:0 *   | FC Motherwell |
| Hibernian Edinburgh | *1:0 **  | Third Lanark  |

## Finale
| Celtic Glasgow                                                        | Celtic Glasgow | Hibernian Edinburgh | Hibernian Edinburgh |
| --------------------------------------------------------------------- | --- | --- | ------------------- |
| Celtic Glasgow                                                        | \| Finale \| \| Samstag, 31. März 1923 um 15:00 Uhr (UTC±0) in Glasgow (Hampden Park) \| \| Ergebnis: 1:0 (0:0)[1] \| \| Zuschauer: 80.000 \| \| Schiedsrichter: Tom Dougray \| \| Spielbericht \| | \| Finale \| \| Samstag, 31. März 1923 um 15:00 Uhr (UTC±0) in Glasgow (Hampden Park) \| \| Ergebnis: 1:0 (0:0)[1] \| \| Zuschauer: 80.000 \| \| Schiedsrichter: Tom Dougray \| \| Spielbericht \| | Hibernian Edinburgh |
| Celtic Glasgow                                                        | Charlie Shaw – Alec McNair, Willie McStay, Jimmy McStay, William Cringan, John McFarlane, Andy McAtee, Patsy Gallacher, Joe Cassidy, Adam McLean, Patrick Connolly Cheftrainer: Willie Maley       | Bill Harper – William McGinnigle, William Dornan, Peter Kerr, Willie Miller, Hugh Shaw, Harry Ritchie, James Dunn, Jimmy McColl, Johnny Halligan, John Walker Cheftrainer: Alex Maley              | Hibernian Edinburgh |
| Celtic Glasgow                                                        | 1:0 Joe Cassidy | | Hibernian Edinburgh |
| Finale                                                                | | |                     |
| Samstag, 31. März 1923 um 15:00 Uhr (UTC±0) in Glasgow (Hampden Park) | | |                     |
| Ergebnis: 1:0 (0:0)                                                   | | |                     |
| Zuschauer: 80.000                                                     | | |                     |
| Schiedsrichter: Tom Dougray                                           | | |                     |
| Spielbericht                                                          | | |                     |